# Hosszúsor
Hosszúsor (Luncșoara) település Romániában, a Partiumban, Arad megyében.

## Fekvése
Nagyhalmágytól északkeletre fekvő település.

## Története
Hosszúsor nevét 1760–1762 között említette először oklevél Lunksora néven. 1808-ban Lunksora, 1888-ban Lungsora-Vosdocs, 1913-ban Hosszúsor néven írták.
1910-ben 1119 román lakosa volt. Ebből 1118 görögkeleti ortodox volt.
A trianoni békeszerződés előtt Arad vármegye Nagyhalmágyi járásához tartozott.

## Nevezetesség
- 18. századi ortodox fatemplom[2]